# Viper
Viper é uma banda brasileira de heavy metal, formada em 1985 na cidade de São Paulo.

## História

### Formação inicial
O Viper começou em 1985, com a demo The Killera Sword, formado por André Matos (vocais), os irmãos Pit Passarell (baixo) e Yves Passarell (guitarra), Felipe Machado (guitarra) e Marcos Kleine (bateria), saindo pouco tempo depois, e dando lugar a Cássio Audi. Na época, todos da banda ainda eram adolescentes.
O primeiro show foi no tradicional teatro Lira Paulistana, em São Paulo, em 8 de abril de 1985.
Com o sucesso da música, são convidados pelo selo da Rock Brigade para gravar seu primeiro álbum, Soldiers of Sunrise, em 1987. O álbum foi elogiado pela imprensa especializada e a banda foi convidada a fazer o show de abertura da banda Motörhead no Brasil, no Ginásio do Ibirapuera, para mais de dez mil pessoas.
Cássio Audi saiu da banda e, após uma rápida passagem do baterista Mário Augusto, Val Santos assumiu a bateria durante a pré-gravação do segundo álbum. Em 1989, Sergio Facci assume a bateria e lançam o álbum Theatre of Fate, com o tecladista Junior Andrade. O sucesso do álbum fez com que a banda assinasse um contrato internacional e seu disco lançado no Japão (selo JVC) e na Europa (selo Massacre), entre 1991 e 1992.

### Saída de Andre Matos
Por divergências musicais com o resto da banda e muito ocupado com a sua faculdade de Música, Andre Matos sai do Viper ao final da “Fate on Tour” em 1990, para focar em seus estudos musicais, e Pit Passarel assume o vocal.
O grupo lança outro álbum, Evolution, em 1992, gravado na Alemanha e com o novo baterista Renato Graccia, que já havia excursionado pela tour Theatre of Fate. Evolution foi o disco mais vendido da história do Viper, que trouxe clássicos como "Rebel Maniac", "Dead Light" e "Evolution" que marcaram os anos 1990. Na turnê mundial deste álbum, "Maniacs on Tour 92-93", em maio de 1993, a banda realizou show de abertura do show do Metallica no Estádio Parque Antártica, em São Paulo, durante a histórica turnê do Black Album. Veio a turnê no Japão e um subsequente álbum ao vivo, Maniacs in Japan, gravado na cidade de Kawasaki em 18 de junho de 1993. Também em 1993, lançaram o EP Vipera Sapiens com exclusividade no Japão.
Em 1994, a banda se apresenta na primeira edição do festival Monster of Rock no Brasil, realizada no Estádio do Pacaembu, em São Paulo, tocando para 30 mil pessoas ao lado de bandas como Suicidal Tendencies, Slayer, Black Sabbath (com Tony Martin no vocal) e Kiss. Depois, lançam Coma Rage, gravado em Los Angeles, com produção de Bill Metoyer, que apresenta uma sonoridade mais hardcore.
Em 1996, a banda arrisca num álbum mais punk e em português. Tem pra todo mundo foi lançado, mas este último mal chega às lojas devido à falência da nova gravadora da banda na época, a Castle. Com esse imprevisto e em meio a problemas internos, a banda parou, retornando anos depois.

### Hiato e retorno com novo vocalista
Em 2005, a banda regressou com Ricardo Bocci nos vocais e Guilherme Martin (que havia tocado na banda anteriormente) na bateria e sem Yves Passarell, que passou a tocar no Capital Inicial.. A banda lançou em agosto de 2005 o DVD Living For the Night – 20 Years of Viper, contendo imagens e vídeos de toda a carreira da banda. Também em 2005 a banda lançou uma demo com novas músicas.
Guilherme Martin deixou o grupo ainda em 2005 e passou a integrar a banda Luxúria. Renato Graccia (que também já tocou na banda) retornou ao Viper em seu lugar.
Em 2007, a banda lançou o disco All My Life. O álbum trouxe clássicos como “Come On Come On”, “Miles Away” e “Love is All”, que conta com a participação especial do vocalista Andre Matos. Iniciaram a turnê no mesmo ano, e, devido a projetos pessoais, em 2009 declararam uma pausa.
Felipe Machado passa a se dedicar em sua profissão como jornalista, Pit Passarell segue com uma banda solo, Renato Graccia com uma banda que mescla de blues e rock, Marcelo Mello passa a dar aulas de guitarra e Ricardo Bocci inicia sua turnê de divulgação do single "My Way", dando um show no dia 24 de julho no Centro Cultural São Paulo (CCSP) e nos dias 10 (junto com Rafael Bittencourt) e 11 de setembro (junto com a Sphaera Rock Orchestra) também no CCSP.

### To Live Again Tour e retorno de Andre Matos
Em 2012, a banda anunciou a turnê To Live Again Tour para comemorar os 25 anos do álbum Soldiers of Sunrise, onde tocaram pela primeira vez na íntegra os álbuns Soldiers of Sunrise e Theatre of Fate. O primeiro show aconteceu no dia 1º de julho na cidade de São Paulo, com o retorno do vocalista Andre Matos após 22 anos desde sua saída para a banda Angra e a formação clássica de Pit Passarell, Felipe Machado e Guilherme Martin. O guitarrista Hugo Mariutti tocou no lugar de Yves Passarell, que eventualmente fez participações durante a turnê.
Durante a turnê, a banda fez a abertura dos shows do Kiss nas apresentações da banda norte-americana em São Paulo e Rio de Janeiro.
Em agosto de 2013, relançam Theatre Of Fate remasterizado, que trouxe ainda versões inéditas de "Prelude To Oblivion", "To Live Again" e "At Least A Chance", que foram geradas antes do Viper entrar em estúdio para a gravação oficial do álbum em 1989.
Em setembro de 2013, a banda participou do dia do metal do Rock in Rio, junto com o André Matos, que estava em turnê de seu então novo álbum solo.
Ao comentar a reunião, Andre Matos afirmou:
| “ | Eu era amigo de todos de novo, e nós começamos a nos ver de novo. [...] Quando a ideia veio ano passado [2012] que nós devíamos fazer uma turnê de aniversário e celebrar o primeiro álbum, todo mundo estava muito, muito positivo sobre isso. Então nós só precisávamos descobrir quando seria uma boa hora de fazê-lo, quando todos teriam uns horários livres em suas agendas para nos encaixarmos e realmente fazer isso funcionar, e funcionou. | ” |

A banda Viper lançou um DVD ao vivo da To Live Again Tour em 2013.

### Morte de Andre Matos e novo vocalista
Em 2017, a banda fez uma turnê para comemorar os 25 anos do álbum Evolution, lançado em 1992. Para os shows, o cantor Leandro Caçoilo (ex-Eterna) assume os vocais na banda.
Em 8 de junho de 2019, Andre Matos falece aos 47 anos.
Comemorando os 34 anos de carreira e celebrando o legado de Andre Matos, o Viper realizou o show “Viper & Guests – Celebration Tour”, reunindo músicos do Viper, Shaman e Angra, como o baterista Ricardo Confessori.
Com o retorno de Hugo Mariutti ao Shaman, a banda anunciou que sairia em turnê em 2020, tocando os maiores clássicos de seus 35 anos de estrada. Devido à pandemia da Covid-19, a turnê foi cancelada.
Em junho de 2020, lançam uma nova versão de “The Spreading Soul”, faixa presente no álbum Evolution, com Andre Matos nos vocais, gravada originalmente em 2013.
Como quarteto, a banda voltou ao estúdio em 2021 para gravar seu novo álbum depois de 14 anos.
No dia 23 de junho de 2023, é lançado o Timeless, primeiro disco em 15 anos, e primeiro álbum com a nova formação.
 “Como o nome indica, o projeto se propõe a explorar uma sonoridade atemporal, com um repertório que combina elementos de todas as fases da carreira. O disco inclui onze canções que remetem ao som clássico das eras de Theatre of Fate (1989) e Evolution (1992), mas ao mesmo tempo explora novos caminhos, com energia renovada pela nova formação da banda”.

### Morte de Pit Passarell e entrada de Daniel Matos
Em 31 de agosto de 2024, Pit Passarell se sentiu mal e foi internado após uma apresentação do Viper em São Paulo. Nesse momento, a banda tinha três apresentações marcadas para os meses seguintes. Na primeira delas, em 12 de setembro, o substituto de Pit no baixo foi Daniel Matos. Devido à piora de Pit, a segunda apresentação que seria no dia 28 de setembro, foi adiada. No dia 26, a banda divulgou através de um comunicado que a condição de Pit se tratava de um câncer na região do pâncreas. No dia 27 de setembro de 2024, uma sexta-feira, Pit não resistiu à gravidade da doença e acabou falecendo.

Em nota, seu irmão Yves Passarell afirmou:
 “É com profunda tristeza que comunico o falecimento do nosso amado irmão Pit Passarell. Cercado pela família e amigos de toda uma vida. Uma vida cheia de luz, amor, alegria, musicalidade e coragem. Sentiremos sua falta e muita saudade. Te amamos, meu irmão!”.
Após a morte de Pit, a banda decidiu manter a apresentação de 13 de outubro em Bogotá, novamente com Daniel Matos fazendo a função de baixista. Após a apresentação, no dia 17 de outubro a banda confirmou através de um comunicado a efetivação de Daniel como o novo baixista da banda.